# Thorbauern-Heimalm
Die Thorbauern-Heimalm (auch Torbauern-Heimalm) ist eine Alm in der Gemeinde Dorfgastein im österreichischen Bundesland Salzburg.

## Lage und Charakteristik
Die Thorbauern-Heimalm erstreckt sich an den südwestlichen Hängen der Gasteiner Höhe in der Ankogelgruppe. Sie liegt in der Ortschaft Maierhofen und in der Katastralgemeinde Klammstein. Die Thorbauern-Heimalm ist dem Thorbauerngut in Maierhofen zugehörig. Sie ist Teil des Jagdgebiets Dorfgastein Nordost. Eine Almhütte steht auf einer Höhe von 1258 m ü. A.
Im Osten fließt der Schwarzerbach, ein rechtsseitiger Nebenbach der Gasteiner Ache. In Aufschlüssen etwa 250 m nordnordöstlich der Alm ist Geröllschiefer mit schwarzphyllitischem Bindemittel unmittelbar zusammen mit flyschartigem Sandstein der Sandstein-Breccien-Zone zu finden.
Die Alm wird für Galtvieh genutzt. Der Thorbauern-Heimalm und weiteren Heimalmen wie der Mitterer-Heimalm und der Rieser-Heimalm dienen die Maierhoferalmen als gemeinschaftliche Hochalm.

## Geschichte
Im von 1823 bis 1830 erstellten Franziszeischen Kataster sind im Bereich der Alm mehrere unbenannte Gebäude verzeichnet.